# ふくしま未来農業協同組合
ふくしま未来農業協同組合（ふくしまみらいのうぎょうきょうどうくみあい、通称：JAふくしま未来）は、福島県福島市に本店を置く農業協同組合。

## 概要
2016年3月1日に、新ふくしま農業協同組合・伊達みらい農業協同組合・みちのく安達農業協同組合・そうま農業協同組合が合併して、ふくしま未来農業協同組合となった。存続組合は新ふくしま農業協同組合であり、統一金融機関コードも同組合の4047を継承した。
福島市、伊達市、二本松市、本宮市、南相馬市、相馬市、伊達郡、安達郡、相馬郡に本支店を置く。

## 本支店
- 福島市
  - 本店・清水支店・北信支店・渡利支店・福島東部支店・すぎのめ支店・福島南支店・飯坂支店・野田支店・松川支店
- 伊達郡川俣町
  - 川俣支店
- 伊達市
  - 保原支店・よりそい大田店・伊達支店・よりそい長岡店・霊山掛田支店・よりそい霊山店・月舘支店・梁川支店・よりそい梁川店
- 伊達郡桑折町
  - 桑折支店・よりそい伊達崎店
- 伊達郡国見町
  - 国見支店・よりそい森江野店
- 二本松市
  - 二本松支店・二本松南支店・安達支店・岩代支店・東和支店
- 本宮市
  - 本宮支店・白沢支店
- 安達郡大玉村
  - 大玉支店
- 南相馬市
  - 鹿島支店・原町支店・原町西支店・小高支店
- 相馬市
  - 相馬中村支店・中村みなみ支店
- 相馬郡新地町
  - 新地支店
- 相馬郡飯舘村
  - 飯舘支店

## 不祥事
2022年3月10日に、梁川総合支店（現：梁川支店）勤務の20歳代の男性職員が、ATM内の現金を入れ替える際に、現金476万円を抜き取り着服。当時、入れ替え作業は2人1組で行っていたが、一緒にいた別の職員は着服に気付いていなかった。当該職員は「競馬のために使った」と話しており、同組合はこの職員を4月15日付で懲戒解雇処分とした。被害金額は弁済されているが、同組合はこの職員の刑事告訴も検討している。